# ايوان أندرسون
ايوان أندرسون (28 مارس 1938 في المملكة المتحدة - ) (بالإنجليزية: Ewan Anderson)‏ هو جيوسياسي ولاعب كريكت بريطاني. لعب مع نادي الكريكت في جامعة أكسفورد ‏.